# Luigi Dallapiccola
Luigi Dallapiccola (Pisino d'Istria, 3 de fevereiro de 1904 — Florença, 19 de fevereiro de 1975) foi um importante compositor e pianista italiano.
Foi um dos primeiros italianos adeptos do dodecafonismo, tendo sido suas composições caracterizadas pelo intenso lirismo e marcadas por conteúdos espirituais e idealistas.

## Obras
- O Prisioneiro (1944-1948)
- Job (1950)
- Ulisses (1960-1968)